# Дім під місяцем
«Дім під місяцем» — радянський художній фільм 1983 року, знятий режисером Болатом Омаровим на кіностудії «Казахфільм».

## Сюжет
Про боротьбу з браконьєрством у верблюдівницькому радгоспі. Молодий робітник Даут повернувся із родиною з міста до рідних країв. Важко довелося спочатку у степу без води, газу, світла. Несподівано на допомогу прийшов місцевий шофер Аскербек, який дістав Дауту двигун. Тепер у юрті стало затишно та тепло. Але незабаром новосел зрозумів, що ця послуга була небезкорисною.

## У ролях
- Досхан Жолжаксинов — Даут
- Гульнара Чокубаєва — головна роль
- Ашир Чокубаєв — роль другого плану
- Асанкул Куттубаєв — Шаубай
- Бікен Римова — Шрай
- Сотібек Жумаділов — Ісахмет
- Дімаш Ахімов — Єсен

## Знімальна група
- Режисер — Болат Омаров
- Сценарист — Смагул Єлубаєв
- Оператор — Абільтай Кастєєв
- Композитор — Балнур Кидирбекова
- Художник — Ідріс Карсакбаєв